# Sliedrecht

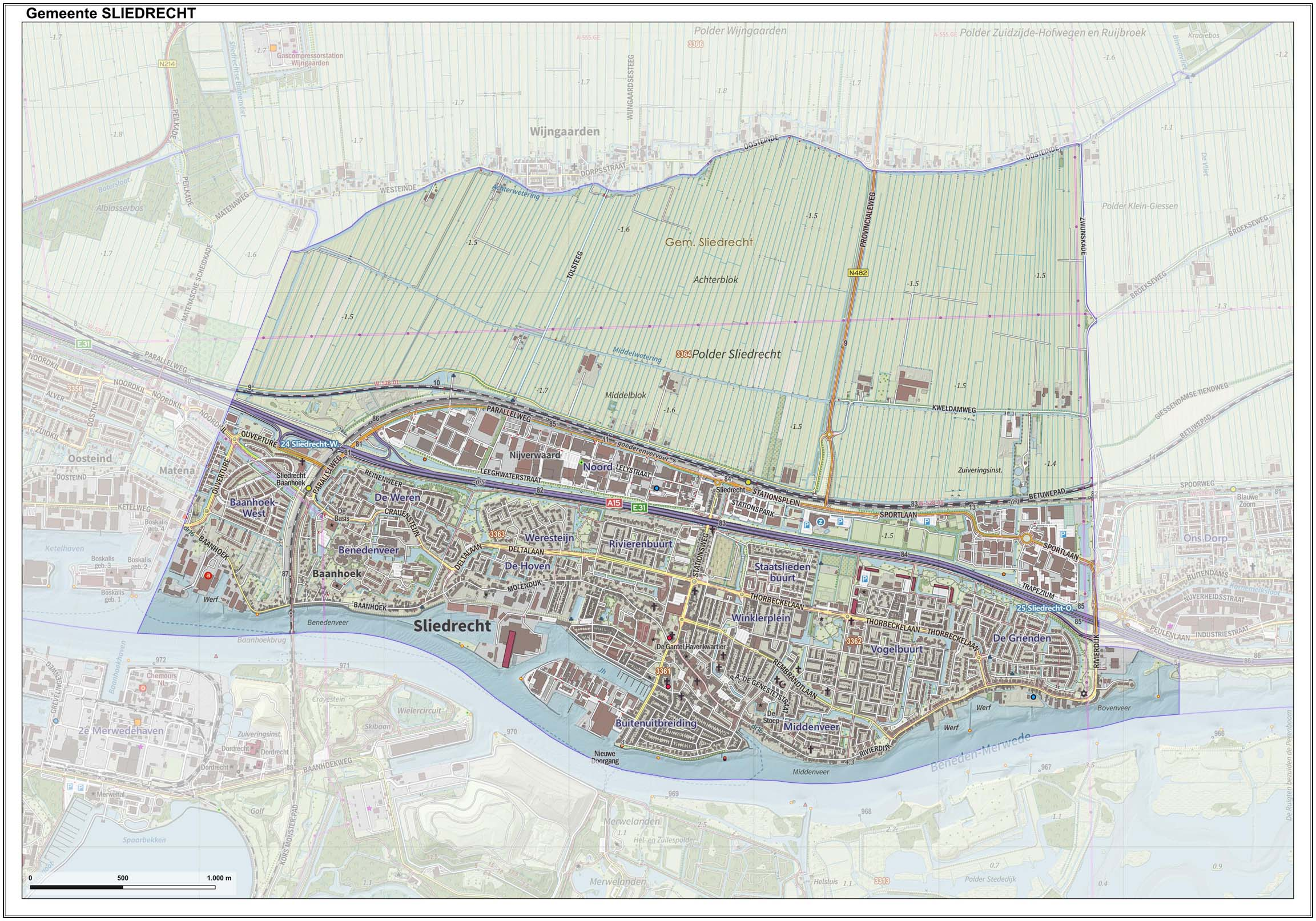
Topografische gemeentekaart van Sliedrecht, september 2022

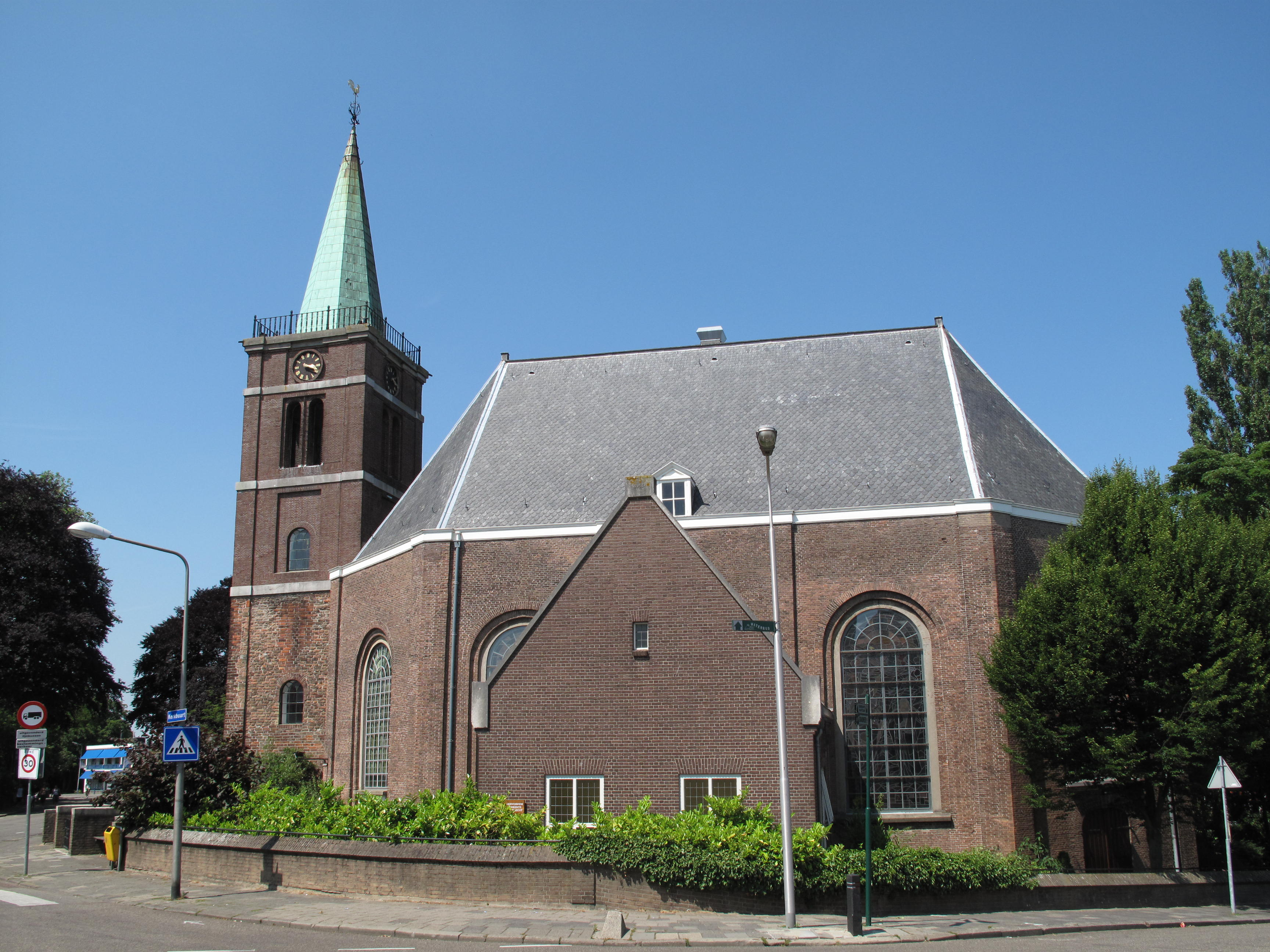
Sliedrecht, kerk

Sliedrecht (uitspraakⓘ) is een plaats en gemeente in de Nederlandse provincie Zuid-Holland. De gemeente telt 26.261 inwoners (22 november 2024, bron: CBS) en heeft een oppervlakte van 13,47 km². Sliedrecht ligt aan de Beneden-Merwede, en is een van de zogenaamde Drechtsteden. Binnen de gemeentegrenzen liggen geen andere kernen, maar alleen het gehucht Baanhoek, dat voor de postadressen onder de woonplaats Sliedrecht valt.
Sliedrecht staat bekend om de vele grote baggerbedrijven (onder andere Boskalis en IHC Merwede) die ervandaan komen. Iedere twee jaar vindt in Sliedrecht het Baggerfestival plaats. Ook is er het Nationaal Baggermuseum gevestigd.

## Geschiedenis
Tot 1421 bestond Sliedrecht uit twee delen: Slydregt op de zuidelijke oever van de Merwede, waar later de Biesbosch is ontstaan (op die moerasachtige gronden stond ook slot Crayestein). En Over-Slydregt lag op de noordelijke oever. Toen de Sint-Elisabethsvloed in dat jaar Slydregt verwoestte, ging Over-Slydregt verder onder de naam Sliedrecht.
Sliedrecht was in de 15e en de 16e eeuw een 'normaal dorp'. De bewoners leefden van visvangst, veeteelt en wat landbouw. Bekendheid als 'baggerdorp' verwierf het pas na de komst van de stoommachine. Het baggeren valt historisch te verklaren. Eeuwenlang hadden de inwoners in dit gebied te maken met de strijd tegen het water. In de 13e eeuw werd er een hoogheemraadschap opgericht, werden om de 100 el sloten gegraven om het gebied droog te maken en werden er dijken aangelegd. De boeren ontdekten dat ze met dijken bouwen meer geld konden verdienen dan met veeteelt. De veeboeren werden dijkwerkers. Uit de archieven blijkt dat arbeiders uit Sliedrecht in de 15e eeuw betrokken waren bij het graven van havens in Dordrecht. Rond 1600 ontstond baggerbedrijf Prins, waar het werk met de hand werd uitgevoerd. Het duurde tot rond 1860 voordat de vermaarde Sliedrechter Adriaan Volker de eerste stoombaggermolen in gebruik nam.
Juridisch gezien bestond Sliedrecht lange tijd uit de drie heerlijkheden (Over)Sliedrecht of Lockhorst, Naaldwijk en Niemandsvriend. Van 1 april 1817 tot 23 augustus 1818 bestonden deze laatste twee ook korte tijd als aparte gemeente. Daarna werden ze weer bij Sliedrecht gevoegd.
In 1845 werd de dijksynagoge gebouwd door en voor de joodse gemeenschap. Deze was in 1920 zo geslonken, dat geen diensten meer konden worden gehouden. Aan het einde van de Duitse bezetting waren er helemaal geen joden meer in Sliedrecht. Na 2000 is de synagoge verplaatst om dijkverzwaring mogelijk te maken.
In 1978 opende de eerste IKEA van Nederland in Sliedrecht. Deze werd in 2006 gesloten wegens het beperkte oppervlak van de vestiging en omdat er inmiddels grotere, nieuwere vestigingen in de buurt waren gekomen (Barendrecht, Breda en Utrecht).

## Bezienswaardigheden
- Nationaal Baggermuseum
- Sliedrechts Museum

### Monumenten
In de gemeente zijn er een aantal rijksmonumenten, gemeentelijke monumenten en oorlogsmonumenten, zie:
- Lijst van rijksmonumenten in Sliedrecht
- Lijst van gemeentelijke monumenten in Sliedrecht
- Lijst van oorlogsmonumenten in Sliedrecht
- Lijst van Stolpersteine in Sliedrecht

### Kunst in de openbare ruimte
In Sliedrecht zijn diverse beelden, sculpturen en objecten geplaatst in de openbare ruimte, zie:
- Lijst van beelden in Sliedrecht

## Economie

### Winkelen
Er zijn vier winkelcentra. Met name de Kerkbuurt is geschikt voor recreatief winkelen. Ook is er de Sliedrechtse woonboulevard op de Nijverwaard.
Weekmarkt is er op woensdag, dit is op het Burgemeester Winklerplein. Donderdagavond is het koopavond.

## Gemeenteraad

### Zetelverdeling
| Partijen          | Zetels 2022 | Aantal stemmen | Zetels 2018 | Aantal Stemmen | Zetels 2014 | Aantal stemmen 2014 | Zetels 2010 | Aantal stemmen 2010 |
| ----------------- | ----------- | -------------- | ----------- | -------------- | ----------- | ------------------- | ----------- | ------------------- |
| SGP-CU            | 7           | 3404           | 7           | 3508           | 7           | 3695                | 7           | 3390                |
| PRO Sliedrecht    | 5           | 2561           | 5           | 2766           | 5           | 3027                | 4           | 2035                |
| CDA               | 3           | 1370           | 3           | 1759           | 3           | 1674                | 3           | 1500                |
| PvdA              | 2           | 990            | 2           | 1182           | 2           | 1418                | 3           | 1931                |
| VVD               | 2           | 927            | 2           | 1050           | 2           | 1215                | 2           | 1272                |
| Slydregt.NU       | 2           | 948            | 1           | 748            |             |                     |             |                     |
| D66               | -           | 326            | 1           | 550            |             |                     |             |                     |
| Opgeroepenen      |             | 19060          |             | 19060          |             | 18650               |             |                     |
| Opkomst           |             | 10540          |             | 11084          |             | 10167               |             |                     |
| Opkomstpercentage |             | 55,3%          |             | 58,15%         |             | 54,51%              |             |                     |

bron: https://web.archive.org/web/20140426214811/http://www.sliedrecht.nl/gemeenteraadsverkiezingen-2014
bron: https://web.archive.org/web/20191031154157/https://www.sliedrecht.nl/sliedrecht/persberichten/archief-persberichten/persberichten-2018/definitieve-uitslag

## Verkeer en vervoer
De haven aan de Beneden-Merwede werd aangelegd in 1911-1912 door uiterwaarden uit te graven. Het zand en andere massa werd gebruikt om de uitbreiding van het dorp mogelijk te maken. Bekend in het dorp als de oude uitbreiding.
De waterbuslijn 23 legt aan bij het Middeldiep en geeft 1x per uur een verbinding met de Biesbosch en met Dordrecht.
Sliedrecht heeft twee treinstations:
- Station Sliedrecht
- Station Sliedrecht Baanhoek

Met de bus is Sliedrecht ook goed bereikbaar, en sinds december 2018 heeft Sliedrecht een R-net verbinding.

## Geboren in Sliedrecht
- Adriaan Volker (1827-1903), aannemer baggerwerken
- Jan Rudolph Slotemaker de Bruine (1869-1941), theoloog
- Anke van der Vlies (1873-1939), schrijfster, oprichter Bond van Christen-Socialisten
- Henri Wijnoldy-Daniëls (1889-1932), olympisch schermer
- Gerrit J. Geysendorffer (1892-1947), luchtvaartpionier
- Jan Koopmans (1900-1945), theoloog
- Martin Visser (1914-1994), politicus
- Wina Born (1920-2001), gastronomisch journaliste en schrijfster
- Jan Lanser (1926-2019), vakbondsbestuurder (CNV) en politicus
- Gijsbertus Hokken (1927-2005), politicus
- Jaap Nederlof (1933-2019), burgemeester
- Aad Nuis (1933-2007), politicoloog, letterkundige, literatuurcriticus, bestuurder, journalist, columnist, essayist, publicist, dichter en politicus (D66, onder andere staatssecretaris)
- Bas van der Vlies (1942-2021), ingenieur, leraar en politicus (SGP, Tweede Kamerlid)
- Jorien van den Herik (1943), zakenman en sportbestuurder (ex-voorzitter van voetbalclub Feyenoord)
- Dick de Boer (1947), historicus
- Henk ’t Jong (1948), tekenaar en historicus
- Arie Noordergraaf (1950), burgemeester
- Martin Zonnenberg (1958), organist, componist en dirigent
- Johan de Kock (1964), voetballer
- Daniël Mensch (1978), olympisch roeier
- Alfred van de Wege (1978), radiopresentator
- Peter Kwint (1984), politicus
- Sera de Bruin (1994), zangeres
- Yorick de Groot (2000), beachvolleyballer
- Iris Verhoek (2001), zangeres

## Overleden in Sliedrecht
- Lily Bouwmeester (1901-1993), actrice
- Jacob de Jonge (1935-2002), politicus

## Aangrenzende gemeenten
| Aangrenzende gemeenten | Aangrenzende gemeenten | Aangrenzende gemeenten | Aangrenzende gemeenten | Aangrenzende gemeenten |
| ---------------------- | ---------------------- | ---------------------- | ---------------------- | ---------------------- |
|                        |                        | Molenlanden            |                        |                        |
|                        |                        |                        |                        |                        |
| Papendrecht            | Hardinxveld-Giessendam |                        |                        |                        |
|                        |                        |                        |                        |                        |
| Dordrecht              |                        | Altena                 |                        |                        |

## Partnersteden
- Orăștie (Roemenië)